# 그린휠 EV
그린휠 EV(영어: GreenWheel EV, 중국어: 陆地方舟) 또는 선전 그린휠 일렉트릭 비클 그룹(영어: Shenzhen Greenwheel Electric Vehicle Group Co., Ltd, 중국어: 深圳市陆地方舟新能源电动车集团有限公司)은  중국 광둥성에 본사를 둔 전기 차량 제작사이다.